# Редько, Алексей Николаевич
Алексей Николаевич Редько (1924—1943) — младший лейтенант Рабоче-крестьянской Красной Армии, участник Великой Отечественной войны, Герой Советского Союза (1943).

## Биография
Алексей Редько родился 18 февраля 1924 года в селе Екатеринославка (ныне — Тюльганский район Оренбургской области). После окончания семи классов школы работал трактористом. В 1942 году Редько был призван на службу в Рабоче-крестьянскую Красную Армию. В 1943 году он окончил Туркестанское пулемётное училище. С октября того же года — в действующей армии, командовал пулемётным взводом 120-го стрелкового полка 69-й стрелковой дивизии 65-й армии Центрального фронта. Отличился во время битвы за Днепр.
15 октября 1943 года взвод Редько одним из первых переправился через Днепр в районе посёлка Радуль Репкинского района Черниговской области Украинской ССР и принял активное участие в боях за захват и удержание плацдарма на его западном берегу. В том бою Редько лично уничтожил вражеский пулемёт и несколько огневых точек противника, но и сам погиб. Похоронен в братской могиле в Радуле.
Указом Президиума Верховного Совета СССР от 30 октября 1943 года за «мужество и героизм, проявленные при форсировании Днепра и удержании плацдарма на его правом берегу» младший лейтенант Алексей Редько посмертно был удостоен высокого звания Героя Советского Союза. Также посмертно был награждён орденом Ленина.